# 朝阳大学
朝阳大学，也称朝阳学院，是一所始创于1912年（民国元年）的位于北京的法律类私立大学，该校由汪有龄、江庸、黄群、蹇念益等人集资创办，开创了中国现代法学教育的先河:1，同时该校也是中華民國大陸時期最负盛名的法律院校之一:6。1926年，朝阳大学在世界法学会海牙会议上被肯定为“中国最优秀之法律院校”，该校在中国近代法学教育史上享有“南东吴、北朝阳”的说法，以及“无朝（阳）不成院（法院）”的美誉。:6
1949年，朝阳学院被改组为中国政法大学，后于1950年3月关闭。

## 校址
朝阳大学校址位于北京市东城区海运仓，曾占地240余亩，位于朝阳门与东直门之间。校园内旧有厅房继续使用，另新建教室23所，西部建学生宿舍120间，另建有篮球场与网球场四、五处。:16

## 中国政法大学的招生
中国政法大学男女兼收，按学习时间长短分为三个部。
第一部的学习期限为四个月，第二部学习期限为九个月，此两部为培训班。第三部学习期限为三年，接受正规教育。

## 历史

### 历史背景
1908年，清政府取消民间兴办法政学堂禁令。1910年11月，北京法学会宣告创立，该学会由汪有龄、江庸、汪乐园、陈鲤庭、王璞川等人联络北京的立法、司法界人士共同成立，是中国首个全国性的法学会，该学会还获得了法学泰斗沈家本的赞助，该学会的首任会长由公推而出的汪有龄担任:6。此后辛亥革命、中华民国创立，使得中国法律人才需求增加，1912年4月1日，孙中山宣布解除临时大总统事件发生后，汪有龄等人在北京联络法学界人士，主张法治:6。

### 创校
1912年，蚕学馆（现浙江理工大学）一期学生汪有龄开办朝陽大学，原定校名為「中國大學」，以旧翰林院为校址，而後校址改设在朝阳门内海运仓，因此命名为朝阳大学。:1
1930年，南京政府改革教育体制，因为朝阳大学不足三个学院，因此改称朝阳学院，但学校一直使用朝阳大学的校印，世人也继续称之为朝阳大学。:7
在抗日战争其间，朝阳大学先后迁往湖北省沙市、四川省成都和重庆。1945年后，返迁北平。
1949年5月22日，北平军管会宣布接管私立朝阳学院，计划在其基础上筹备北平政法学院。6月至7月，北平政法学院筹备委员会筹备学校建设。8月5日，华北人民政府通知“北平政法学院”改名为“中国政法大学”，并任命谢觉哉兼任校长，李达、左宗纶为副校长。8月15日，中国政法大学接受第一部学生到校入学。
1949年11月6日，中国政法大学（与现在的中国政法大学没有传承关系）在私立朝阳学院原址上举办开学典礼，毛泽东亲自题写了校名，朱德、董必武、吴玉章出席典礼。设有：
- 校长：谢觉哉

- 教务处：教务长李达兼，副教务长罗青，秘书长陈传纲
- 总务处：主任
- 图书馆：馆长关世雄
- 一部：主任陈守一，轮训在职司法干部
- 二部：主任王汝琪，法律专修科
- 三部：主任冀贡泉，法律本科
- 中国新法学研究院：院长沈钧儒

1950年3月1日，中国政法大学举行第一部毕业典礼，典礼结束后第一部学员被分配到全国各地工作，第二、三部与华北大学、华北人民革命大学合并进入了中国人民大学。原校址现作为北京中医药大学东直门医院和北新仓中医研究院等机构所在地。:7

## 历任校长
朝阳大学的历任校长有：:20
- 汪有龄
- 江庸
- 居正
- 夏勤
- 石志泉

## 知名校友
- 林紀東：中華民國第2至4屆大法官。
- 管歐：中華民國第3屆司法院大法官。
- 蔣昌煒：中華民國第4屆大法官。